# 李昌齡 (萬曆進士)
李昌齡（？—？），號長嬰，直隶真定府新樂縣人。

## 生平
万历三十七年（1609年）己酉科顺天乡试举人，四十七年（1619年）联捷己未科進士，吏部觀政，天啓二年授行人，七年除原职，云南主考，崇祯元年升吏部稽勋司主事，二年丁憂。

## 家族
曾祖李珇，山东布政司都事。祖李錬，廪生。父李化蛟，貢生。